# Overledger

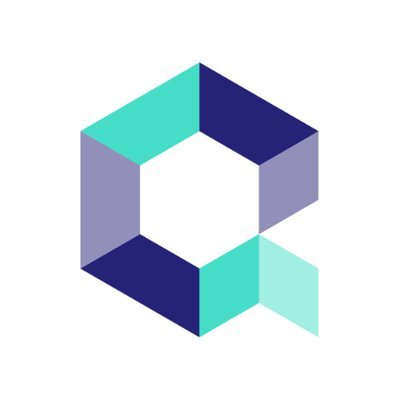
Quant Overledger Logo

Overledger（OL）は、英国企業Quant Networkのブロックチェーンオペレーティングシステムである。 2015年以降、ギルバートヴァーディアンの指導の下で開発された。

## 概要
Overledgerは、既存のネットワーク、元帳プロトコル、ブロックチェーンの上に座って、それらの間のシームレスな接続を形成する。これにより、ユーザーは、たとえば、異なるブロックチェーン間の通信を使用および有効化するマルチチェーンアプリ（mApp）を開発し、それぞれのネットワークまたはチェーンを介したデータの保存、検証、および処理を行うことができる。それ以上のブロックチェーンは挿入されないが、追加の合意なしに直接の相互作用が可能である。
この完全な相互運用性により、開発者はテクノロジーに縛られるリスクなしに、データと機能を最も適切なブロックチェーンに割り当てることができる。たとえば、mAppは、Rippleを支払い決済者として使用し、1日の終わりにビットコインチェーンでのEOD完了を確保しながら、Ethereumを通じてスマートコントラクトを実行できる。 OverledgerはIFTTTと互換性がある。
2020年3月に、「Overledger Network Community Treasury Design Release」が公開された。ここでは、異なるパートナー間のQNTによる支払いフローについて説明する。
Overledgerと連携するパートナーには、 500を超える銀行、決済プロバイダーPay.Uk、SIMBAchain、またはWall Street Exchange AX Tradingを備えたSIA Quant OverledgerはNeil Smitからアドバイスを受けている。